# Thanatus philodromoides
Thanatus philodromoides là một loài nhện trong họ Philodromidae.
Loài này thuộc chi Thanatus. Thanatus philodromoides được Lodovico di Caporiacco miêu tả năm 1940.